# Риу-ди-Мору
Риу-ди-Мору (порт. Rio de Mouro) — район (фрегезия) в Португалии, входит в округ Лиссабон. Является составной частью муниципалитета Синтра. Находится в составе крупной городской агломерации Большой Лиссабон. По старому административному делению входил в провинцию Эштремадура. Входит в экономико-статистический субрегион Большой Лиссабон, который входит в Лиссабонский регион. Население составляет 47 311 человек на 2011 год. Занимает площадь 16,43 км².
Покровителем района считается Дева Мария (порт. Maria).